# Contragambit Blumenfeld
El contragambit Blumenfeld és una obertura d'escacs caracteritzada pels moviments 3...e6 4.Cf3 b5 dins la defensa Benoni i que es planteja després de:
1.d4 Cf6
2.c4 c5
3.d5 e6
4.Cf3 b5
o alternativament:
1.d4 Cf6
2.c4 e6
3.Cf3 c5
4.d5 b5
De fet, són possibles fins a 30 diferents ordres de jugades per arribar a aquesta posició. L'Enciclopèdia d'Obertures d'Escacs classifica el contragambit Blumenfeld sota el codi E10 (1.d4 Cf6 2.c4 e6 3.Cf3).
|  |

## Consideracions generals
Les negres sacrifiquen un peó de flanc per tal de construir un imponent centre amb peons a c5, d5 i e6. El desenvolupament natural dels alfils a b7 i d6, combinat amb la columna semioberta-f per una torre, tendeix a facilitar el joc de les negres al flanc de rei. D'altra banda, les blanques intentaran contraatacar al centre tot jugant e4 en algun moment, i també cal tenir en compte que el seu peó addicional al flanc de dama els ofereix certa iniciativa en aquella banda de l'escaquer.

## Origen
L'obertura rep el seu nom en honor del Mestre rus Benjamin Blumenfeld, i fou practicada més tard pel Campió del món Aleksandr Alekhin.
La posició d'obertura es pot assolir també a partir del gambit Benko (1.d4 Cf6 2.c4 c5 3.d5 b5 4.Cf3 e6). Entre les possibles continuacions hi ha 5.dxe6 (Kan–Goldenov, 1946), 5.Ag5 (Vaganian–K. Grigorian, 1971), 5.e4, o 5.a4 (Rubinstein–Spielmann, 1922), mentre que 5.Ag5 seria la continuació més freqüent.